# Episodi di Unreal (prima stagione)
La prima stagione della serie televisiva Unreal, composta da 10 episodi, è stata trasmessa in prima visione assoluta negli Stati Uniti sul canale Lifetime dal 1º giugno al 3 agosto 2015.
In Italia, la stagione è stata trasmessa in prima visione assoluta dal 28 giugno al 18 luglio 2016 sul canale Rai 4.
| n° | Titolo originale | Titolo italiano | Prima TV USA   | Prima TV Italia |
| -- | ---------------- | --------------- | -------------- | --------------- |
| 1  | Return           | Il ritorno      | 1º giugno 2015 | 28 giugno 2016  |
| 2  | Relapse          | La ricaduta     | 8 giugno 2015  | 28 giugno 2016  |
| 3  | Mother           | La madre        | 15 giugno 2015 | 5 luglio 2016   |
| 4  | Wife             | La moglie       | 22 giugno 2015 | 5 luglio 2016   |
| 5  | Truth            | La verità       | 29 giugno 2015 | 11 luglio 2016  |
| 6  | Fly              | Volare          | 6 luglio 2015  | 11 luglio 2016  |
| 7  | Savior           | Il salvatore    | 13 luglio 2015 | 11 luglio 2016  |
| 8  | Two              | Due             | 20 luglio 2015 | 18 luglio 2016  |
| 9  | Princess         | La principessa  | 27 luglio 2015 | 18 luglio 2016  |
| 10 | Future           | Il futuro       | 3 agosto 2015  | 18 luglio 2016  |